# Robotron

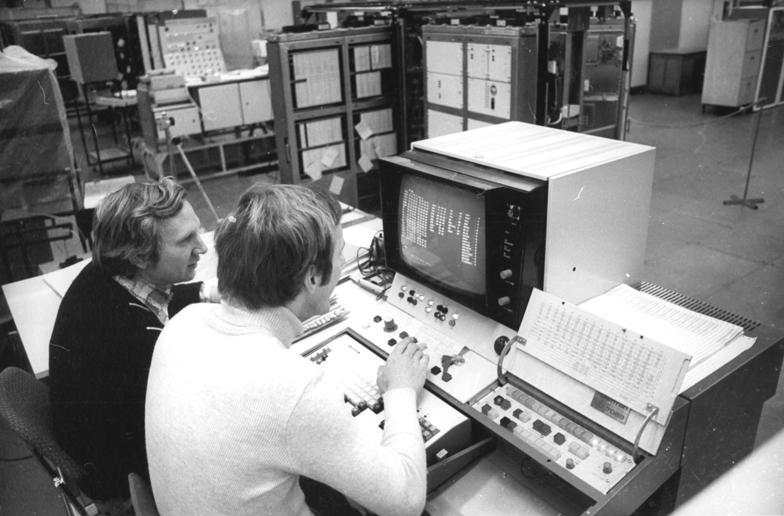
Robotron i Dresden.

VEB Kombinat Robotron var ett folkägt företag och Östtysklands statliga datortillverkare. Robotron var i Östtyskland ansvarigt för utvecklingen, tillverkningen och försäljningen av skrivmaskiner, ADB, miniräknare, persondatorer, processorer och tillhörande system samt mjukvaruutveckling.

## Historia
VEB Kombinat Robotron i sin slutliga form skapades 1978 genom att man omorganiserade flera olika tillverkare. Föregångare till Robotron var Vereinigung Volkseigener Betriebe (VVB) Büromaschinen som grundats 1958. År 1969 skapades kombinaten Robotron och Zentronik. I början av 1970-talet blev Dresden säte för deras huvudkontor samt forskning och utveckling. Bland de produkter som Robotron utvecklade var dessa de mest betydande:
- Stordatorn R 300 (förebild IBM 1401),
- R 4000, R 4200 (förebild Honeywell DDP 516),
- ADB-maskinerna EC 1040, EC 1055, EC 1056, EC 1057 (IBM System/360, IBM System/370),
- Minidatorn K 1600 (DEC PDP-11), K 1840 (VAX 11/780), K 1820 (MicroVAX II),
- Kontors- och persondatorerna A 5120, PC 1715, A 7100, A 7150, BIC A 5105, EC 1834 (IBM XT), EC 1835 (IBM AT),

År 1989 hade Robotron-kombinatet 68 000 anställda och fanns på 21 orter i Östtyskland, bland annat Dresden, Weimar, Sömmerda, Karl-Marx-Stadt, Erfurt, Radeberg, Zella-Mehlis, Bad Liebenwerda, Pirna och Leipzig.